# 王都 (五代)
王都（？—929年），原名刘云郎，陉邑人，五代十国初期义武节度使王处直的义子，统领新军，并被王处直视为继承人。921年，王处直秘密联络耶律阿保机，背叛晋王李存勖，定州将领不愿联络契丹，推举王都取代王处直，王都软禁王处直，杀王处直子孙及亲信，又杀王处直，归降李存勖。李存勖以其子李继岌娶王都的女儿，以王都为义武军节度使，封太原王。明宗李嗣源即位后，厌恶王都，和安重诲商量除掉他。王都获悉后，联络契丹反唐。李嗣源削王都官爵，派大将王晏球讨伐王都的驻地定州。王都坚守一年多，天成四年（929年）二月，定州城破，王都与家属皆自焚而死。四子一弟（此弟可能係刘氏）被俘献于行在，凌迟于市。